# Stibasoma apicimacula
Stibasoma apicimacula är en tvåvingeart som beskrevs av David Fairchild 1940. Stibasoma apicimacula ingår i släktet Stibasoma och familjen bromsar. Inga underarter finns listade i Catalogue of Life.